# 송치호
송치호 (1990년 8월 29일~)은 대한민국의 코미디언이다. 
1990년 충청북도 충주시에서 태어났으며 배재대학교를 나왔다. 코미디언 지망생 시절, 서울 대학로에서 공연을 하던 중 박승대 대표와의 인연으로, 2018년 케이블 방송 코미디TV의 자체 제작 프로그램 스마일킹에 출연해 데뷔하였다.

## 방송
- 코미디TV 스마일킹